# Maria de Lourdes Martins
Maria de Lourdes Martins (geboren: Clara da Silva) (Lissabon, 26 mei 1926 – 31 augustus 2009) was een Portugees componiste, muziekpedagoge en pianiste.

## Levensloop
Martins studeerde aan de Escola de Música do Conservatório Nacional de Lisboa in Lissabon en bij haar moeder, die tegelijkertijd aan deze institutie doceerde. In 1944 behaalde zij haar diploma voor piano in de klas van João Blanc de Castro Abreu Mota, vervolgens behaalde zij haar diploma voor klavecimbel bij Macário Santiago Kastner en verder was zij een leerling van Marcos Garin. In 1948 werd zij lid van het bestuur van de Sociedade Internacional de Educação Musical en in het volgende jaar behaalde zij haar diploma in compositie bij Artur Santos en Jorge Croner de Vasconcellos. Met een studiebeurs kon zij ook bij Karlheinz Stockhausen en Harald Genzmer in Duitsland studeren. 
Na een verdere studie voor het Orff-Schulwerk aan de Universität für Musik und Darstellende Kunst "Mozarteum" Salzburg in 1965 introduceerde zij deze methodiek in Portugal. Zij werd docente voor muziekopleiding en compositie aan haar Alma mater de Escola de Música do Conservatório Nacional de Lisboa (1983-1996). 
Als componiste schreef zij werken voor orkest, banda (harmonieorkest), muziektheater (opera's, toneelmuziek), vocale muziek en kamermuziek. Zij won twee keer de 1e prijs tijdens de compositiewedstrijd georganiseerd door de Fundação Calouste Gulbenkian met haar composities O Encoberto (1965) en O Litoral (1971). Zij was een medeoprichter van de Associação Portuguesa de Educação Musical in 1972. 

## Composities

### Werken voor orkest
- 1958 Silêncio, Onde Estás Tu?, voor spreker, sopraan, mezzosopraan, tenor, 2 bassen, gemengd koor en orkest, op. 15
- 1959 Pezzo Grotesco, voor orkest, op. 19
- 1965 O Encoberto, voor spreker, sopraan, alt, bas, gemengd koor en orkest, op. 25 - tekst: Fernando Pessoa
- 1970 Convergências, voor orkest, op. 27
- 1990 Concert, voor piano en orkest

### Werken voor harmonieorkest
- 1978 Rondo, voor harmonieorkest, op. 34
- 1978 Rapsódia do Natal, voor harmonieorkest, op. 35
- 1978 Suite de Danças Tradicionais Portuguesas, voor harmonieorkest, op. 36

### Muziektheater

#### Opera's
| Voltooid in | titel                            | aktes  | première                                            | libretto                                  |
| ----------- | -------------------------------- | ------ | --------------------------------------------------- | ----------------------------------------- |
| 1984        | Três Máscaras                    | 1 akte | 1986, Lissabon, Teatro Nacional de São Carlos       |                                           |
| 1995        | A Donzela Guerreira, kinderopera |        | 7 juni 2001, Vila Nova de Famalicão, Casa das Artes | van de componist en Graziela Cintra Gomes |

#### Toneelmuziek
- 1962 Auto de Natal, voor 3 kinderzangstemmen, sopraan-, alt- en tenorblokfluit, altviool cello, orff-instrumenten

### Vocale muziek

#### Werken voor koor
- 1955 Quattro poemas de José Pinto de Miranda, voor zangstem en piano, op. 11 - tekst: José Pinto de Miranda
  1. Caminhos
  2. Tuas mãos
  3. Que m'interessam pastores
  4. O arco do violino
- 1959 Ao Menino Jesus, voor unisono koor
- 1959 Tia Anica de Loulé, voor gemengd koor, op. 18
- 1959 Regadinho, voor gemengd koor
- 1959 O Melro, voor unisono koor
- 1971 O Litoral, voor 3 gemengde koren en slagwerk, op. 29 - tekst: Almada Negreiros
- 1974 Duas Canções de Natal, voor gemengd koor
- 1981 Saudade Dada, voor dubbelde gemengde koor (SATB/SATB) a capella - tekst: Fernando Pessoa
- 1981 10 Canções para Coro de Amadores, 1ª Série - De Gil Vicente a Augusto Gil, voor gemengd koor
- 1981 10 Canções para Coro de Amadores, 2ª Série - De António Sardinha a Sophia de Mello Breyner, voor gemengd koor - tekst: Sophia de Mello Breyner Andresen, António Sardinha
- 1986 Poema, voor vrouwenkoor
- 1990 Acorde Final: Salmo 150, voor gemengd koor
- 1991 Canções Tradicionais Infantis, voor unisono kinderkoor
- 1992 Voi che piangete, voor gemengd koor - tekst: Dino Frescobaldi
- Cantata do Natal, voor sopraan, alt, vrouwenkoor, dwarsfluit, viool en piano - tekst: José Pinto de Miranda
- Carmina nr. 36, Portugese liederen voor gemengd koor
- Endechas a Bárbara, voor gemengd koor - tekst: Luís de Camões
- José Embala o Menino, voor gemengd koor

#### Liederen
- 1960 3 Cantigas de Amigo d'El-Rei D. Dinis, voor zangstem en strijkkwartet, op. 23 - tekst: Dionysius van Portugal "De que Morredes Filha"
- 1960 Cançoes para as Escolas - Dez Canções Populares Portuguesas, voor zangstem en orff-instrumenten
- 1965 Música para Jovens, voor zangstem en orkest
- 1972 A Outra Morte de Inês, voor mezzosopraan, gitaar en slagwerk, op. 30
- 1980 Busque Amor Novas Artes, voor sopraan en piano
- 1985 Quatro Poemas da Mensagem, voor spreker, sopraan, dwarsfluit, klarinet, gitaar en piano - tekst: Fernando Pessoa
- 1985 Liberdade, voor bariton en piano
- 1989 2x7 Moments of Peace, voor zangstem en gitaar

### Kamermuziek
- 1947-1948 Sonate, voor viool en piano (voor 2 tot 8 instrumenten), op. 4
- 1949 Sonatina, voor hobo en piano, op. 5
- 1952 Strijkkwartet, op. 9
- 1953 Prelúdio, voor viool en piano, op. 10
- 1955 Sonatina, voor viool en piano, op. 12
- 1958 Cromos, voor viool en piano, op. 16
- 1959 Trio, voor viool, cello en piano, op. 17
- 1959 Pequenas Peças, voor blokfluit en slagwerk
- 1959 Sonatina, voor blaaskwintet (dwarsfluit, hobo, klarinet, hoorn en fagot), op. 20
- 1961 ..., voor dwarsfluit en xylofoon, op. 24
- 1963 Esqueletos, voor altviool, dwarsfluit, fagot en piano
- 1965 Vamos Tocar Flauta de Bisel, voor sopraan- en tenorblokfluit
- 1967 Divertimento, voor blaaskwintet, op. 26
- 1976 Dois esbocetos, voor cello en piano, op. 32
- 1982 Painéis - Schwung, voor altviool, cello, gitaar, harp, dwarsfluit, hoorn, piano en slagwerk
- 1985 Simetria, voor klarinet solo
- 1989 Strijkkwartet nr. 2
- 1991 Divertimento on Mozart Themes, voor dwarsfluit, gitaar, piano en slagwerk
- Sonate, voor viool en piano

### Werken voor piano
- 1946 Invenção a 2 Vozes, op. 1
- 1946 Invenção a 3 Vozes, op. 2
- 1946-1947 Sonatina nr. 1, op. 3
- 1949 Dança, voor twee piano's, op. 7
- 1950 Grotesca, op. 6
- 1950 Sonate
- 1957 Sonatina nr. 2, op. 14
- 1959-1960 3 Valsas, op. 22
- 1960 Peças para Crianças, op. 20
- 1970 Sonoritá, op. 28
- 1976 Toccatina, op. 33
- 1981 Catch
- 1983 Ritmite
- 1999 Cluster
- Oito peças para cinco notas, para crianças (Acht stukken met vijf noten, voor kinderen)

### Werken voor klavecimbel
- 1957 Suite, op. 13
- 1985 10 Momentos